# Hannoverscher SK
Der Hannoversche SK (gegründet als Hannoverscher Schachklub von 1876, von 1990 bis 2011 HSK Post SV Hannover, seit 2011 HSK Lister Turm) ist ein deutscher Schachverein.
Vor der Gründung der 1. Schachbundesliga qualifizierte sich der Hannoversche SK viermal für die Endrunde um die deutsche Mannschaftsmeisterschaft und gewann diese 1959. Zwischen 1974 und 1980 spielte er insgesamt vier Jahre in der Nordstaffel der damals viergleisigen 1. Bundesliga. Nach Gründung der eingleisigen Bundesliga gelang den Hannoveranern zweimal der Aufstieg in diese, allerdings mussten diese sowohl 1992 als auch 2024 als Tabellenletzter unmittelbar wieder absteigen.
Zwischen 1990 und 2011 war der Hannoversche SK eine Abteilung des Post SV Hannover, 2011 fusionierte er mit dem SK Lister Turm und spielt seitdem als HSK Lister Turm.
Zu seinen bekannten Spielern gehören Horst-Peter Anhalt, Carl Carls (Ehrenmitglied), Richard Czaya, Peter Dankert, Heinz-Wilhelm Dünhaupt, Manfred Heilemann, Heinz Hohlfeld, Markus Lammers, Iris Mai, Peter Panzer, Werner Pesch, Helmut Reefschläger, Ilja Schneider und Dieter Stern.